# Бурцев Володимир Львович
Володимир Левович Бурцев (17 (29) листопада, 1862, Форт-Александровський (зараз Форт-Шевченко, Казахстан) — 21 серпня, 1942, Париж)  — російський публіцист і видавець, журналіст, що заслужив за свої викриття секретних співробітників Департаменту поліції ("провокаторів царської охоронки") прізвисько  «Шерлока Холмса російської революції».

## Біографія
Народився в місті Форт-Олександрівський(нині Форт-Шевченко, Казахстан), де його батько був штабс-капітаном у кріпосному гарнізоні. Дитинство провів у сім'ї дядька, заможного купця в Бірську Уфимської губернії. Навчався в уфімській та казанській гімназіях (закінчив у 1882 році).
Вступивши на фізико-математичний факультет до Петербурзького університету, у 1882 році був виключений за участь у студентських заворушеннях. Прийнятий знову до Казанського університету, Бурцев був у 1885 році заарештований у народовольчих справах і після року ув'язнення в Петропавлівській фортеці в 1886 році засланий до Східного Сибіру, в село Малишевське Іркутської губернії, звідки незабаром утік до Швейцарії.

За кордоном Бурцев брав участь у випуску газети  «Самоуправление»(«Самоврядування»), випустив свою книгу «Белый террор при Александре III»(«Білий терор при Олександрі III»), видав книгу «Сибір та заслання» американського публіциста та мандрівника Джорджа Кеннана .
В 1889 разом з М. П. Драгомановим, В. К. Дебогорієм-Мокрієвічем та іншими зробив видання журналу «Свободная Россия» («Вільна Росія»), але після третього номера випуск журналу припинився.
У 1890 році Бурцев залучався в Парижі у справі про бомби, організовану Гекельманом-Ландезеном (згодом відомим як «дійсний статський радник А.М.Гартінг»).
У 1897 році за видання в Лондоні журналу «Народоволец» («Народовець») Бурцев був засуджений до 18 місяців каторжної в'язниці. Після покарання Бурцев випустив у Женеві ще один, 4-й номер "Народовольця", за що був висланий назавжди зі Швейцарії .
Почавши займатися ще на університетській лаві історією російського революційного руху, Бурцев продовжував ці заняття за кордоном. У 1897 року ним було видано Лондоні цінний за розмаїттям даних збірник які стосуються революційного руху на Росії історичних матеріалів «За сто років». Вони друкувалися за фінансової підтримки партії есерів .
1900 року Бурцев почав видавати історичний журнал «Былое» («Минуле») — всього випустив 6 номерів.
У листі до С.Ю. Вітте висловив готовність виступити проти революційного терору, якщо уряд також відмовиться від терору і проводитиме послідовну політику реформ.
Восени 1905 року нелегально повернувся до Росії та в січні 1906 року (незабаром після амністії) разом із В.Я.Богучарським та П.Є. Щоголевим заснував присвячений історії російського визвольного руху журнал «Былое» («Минуле»), вже в Петербурзі.
У 1907 році знову виїхав за кордон, де зробив видання журналу «Общее дело»(«Спільна справа») і відновив своє колишнє видання «Былое» («Минуле» - з № 7), всього видав вісім нових збірок. Видавництво «Шиповник» ("Шипшина") випустило складений Бурцевим "Історико-революційний альманах" — календар пам'ятних дат історії революційного руху в Росії (був знищений цензурою, перевиданий же в 1917 році під назвою "Календар російської революції").
Втім, до історичних пошуків Бурцев охолодів і в 1908—1909 роках набув величезної популярності проведеним з надзвичайною енергією викриттям агентів Департаменту поліції Російської імперії, які діяли як в Росії, так і за кордоном, зокрема, керівника бойової організації есерів Є.Ф. Азефа, З.Ф. Гернгросс-Жученко, А.М. Гартінг, А.Є.Серебрякової та інших. Інформацію про секретних співробітників Департаменту поліції (так званих «провокаторів») отримував від колишніх вельми обізнаних співробітників царського розшуку Леоніда Петровича Меньщикова, Михайла Юхимовича Бакая та деяких інших. Відомо також, що безпосередньо перед своїм самогубством сенатор і колишній директор Департаменту поліції С.Г. Коваленський відправив Бурцеву цілий список різних революціонерів, які зіткнулися з департаментом поліції. Зокрема, викриття Бурцевим члена центрального комітету «Бунда» було зр«Будущее»облено завдяки документам, отриманим від сенатора Коваленського.
У 1911—1914 роках видавав у Парижі газету «Будущее»(«Майбутнє»), проте без особливого успіху.

### Список провокаторів, викритих В.Л. Бурцевим
- Аркадій Михайлович Гартінг (справжнє ім'я — Авраам-Аарон Мойшевич Геккельман, псевдонім: Абрам Ландезен);
- Зінаїда Федорівна Гернгросс-Жученко;
- Станіслав Бжозовський
- Стародворський Микола Петрович;
- Євно Фішелевич Азеф;
- Анна Єгорівна Серебрякова;
- Есер-максималіст Кенсинський;
- Бейтнер Лев Дмитрович — поліцейський агент, дворянин, слідкував за Бурцевим, польськими соціалістами та ін. у Парижі в 1893-1908 рр. Клички: «Москвич» и «Крафтов». Отримував від охоронки до 24000 франків на рік.;
- Захарій Вировий;
- Бродський Болеслав Болеславович —  секретний співробітник Варшавського і Петербурзького охоронних відділень. Перебуваючи влітку 1910 р. у Парижі «каявся» перед Бурцевим. У 1911 р. вступив у зв'язок із Закордонною агентурою, але в 1914 р. Департамент поліції наказав перервати з ним зносини.
- Познанский Лейба Амшаєвич
- Лєруа — агент закордонної жанадармерії, перешедщий на службу до В.Л. Бурцева.
- Головінський Матвій Васильович  — як можливий автор «Протоколів сіонських мудреців»
- Радянські агенти-крадачі голови РОВС генерала Міллера.

## Перша світова та революція

### Арешт та амністія Бурцева
З початком Першої світової війни став «оборонцем» (на відміну від «пораженців» — більшовиків ), тобто підтримав російський уряд у війні з Німеччиною. В серпні 1914 повернувся до Росії, широко оголосивши про себе в пресі. Був заарештований на кордоні; за іншими даними, 15 вересня 1914 при спробі перейти кордон був затриманий на станції Раумо. У січні 1915 Петроградською судовою палатою за низку довоєнних публікацій у газеті «Будущее» засуджено до заслання, яке відбував у с.Монастирське, Туруханського краю, потім у с.Богучанське (Богучани).

З ілюстрованого журналу «Іскра», неділя, 2 серпня 1915 року
15-го вересня на станції Раумо був заарештований відомий емігрант Бурцев В.Л. 
Всенародний підйом у Росії, про який Бурцев читав у французьких газетах, і повідомлення про повне єднання всіх російських громадських і політичних груп, незалежно від їх партійного і національного. відтінків, переконали його, що у Росії немає партій, немає національностей, є один великий потужний російський народ.
— Я, — говорив Бурцев своїм супутникам, — у цю велику годину не можу залишатися навіть у дружній країні. Мені хочеться скоріше бути саме в Росії, в моїй вітчизні, яку я беззавітно люблю. Тепер, коли Росія стала віч-на-віч з могутнім ворогом, коли всі народи, що її населяють, як одна людина, відгукнувшись на заклик боротьби з Німеччиною, не може бути й мови про будь-яку національну, політичну чи громадську ворожнечу. Я їду до Росії, спокійний за свою долю...
Розпорядження про арешт м. Бурцева було зроблено давно, одночасно із порушенням проти нього низки судових справ. Це розпорядження, що зберегло свою силу, про розшук і приведення до суду  Бурцева виходило свого часу від чинів судового відомства. Бурцев на початку поточного року був відправлений на заслання в Туруханський край, але до відкриття Державної Думи в липні амністований....

За клопотанням французького уряду амністовано. Спочатку Бурцев жив у Твері, а потім, внаслідок поданого ним прохання про необхідність користуватися для своїх літературних робіт публічною бібліотекою, йому було дозволено жити в Петрограді, куди він переїхав і оселився в Балабінському готелі на Знам'янській площі .
У 1916 році Бурцев видав брошуру «Про війну» (з додатком листів П.О. Кропоткіна).

### Лютнева революція
Після Лютневої революції Бурцев брав участь у розборці вцілілих матеріалів Охоронного відділення і, крім того, почав видавати журнал «Колишнє», що субсидується Тимчасовим урядом.
Після липневих подій Бурцев виступив із різкою критикою більшовиків. У статті «Або ми, або німці і ті, хто з ними» («Рус. Воля», 1917, 7 липня) Бурцев навів список 12 найбільш шкідливих, на його думку, осіб (В.І. Ленін, Л.Д. Троцький , Л.Б. _ _ _ _ _ _, Х.Г. Раковський ( М.Горький ), що викликало різко негативну відповідь Максима Горького в газеті « Нове Життя ». Бурцев відповів статтею «Не захищайте М. Горького!», в якій знову звинуватив письменника у заступництві більшовикам.
Бурцев також пов'язував більшовиків з німецькою агентурою, вперше опублікувавши у пресі (у газеті «Спільна справа») список 195 емігрантів, які повернулися до Росії через Німеччину .
За публікацію секретних матеріалів про справу генерала Л. Г. Корнілова (так званий « Корнілівський заколот ») та недостовірну інформацію про намір Керенського укласти сепаратний мир з Німеччиною газета «Спільна Справа» була заборонена Тимчасовим урядом .
1917 — надрукований 25 жовтня за № 1 випуск газети «Наша спільна справа» Бурцева виявився єдиним антибільшовицьким виступом у пресі, який критикував більшовиків (було опубліковано заклик: «Громадяни! Рятуйте Росію!»). У ніч на 26 жовтня Бурцева заарештували за наказом Л. Д. Троцького у своїй квартирі за адресою: Ливарний проспект, 25. Сидів у Хрестах та Трубецькому бастіоні Петропавлівської фортеці . У в'язниці Бурцев попросив помістити його в камеру поряд з камерою С. П. Білецького і перестукувався з ним, щоб довідатися хоч що-небудь  .

## В еміграції
18 лютого 1918 року був звільнений за розпорядженням наркома юстиції лівого есера І. З. Штейнберга . Емігрував спочатку до Фінляндії, потім до Франції, де відновив у Парижі видання газети «Спільна справа» (1918-1922, 1928-1931, 1933-1934), в числі авторів - Л. Н. Андрєєв, І. А. Бунін, А Н. Толстой . Видав відкритий лист: " Прокляття вам, більшовики ", яке перевидавалася багаторазово за кордоном і в Росії  .
У 1919 - 1920 зустрічався в Криму і на Північному Кавказі з А. І. Денікіним і П. Н. Врангелем, пізніше полягав з ними в листуванні. Останній раз був у Криму 10 листопада 1920 на з'їзді для створення союзу міст Криму в Сімферополі, був викликаний Врангелем до Севастополя, а вже через кілька днів почалася Кримська евакуація  .
У 1920 році дав свідчення слідчому Н. А. Соколову у справі про вбивство царя та його сім'ї . Він зокрема показав: «Цілком виразно заявляю Вам, що самий переворот 25 жовтня 1917 року, який скинув владу Тимчасового уряду і встановив владу Рад, був скоєний німцями через їхніх агентів, на їхні гроші та за їхніми вказівками. Власна позиція німців у цьому питанні цілком зрозуміла. Не боячись самі розвитку в себе "російського більшовизму" завдяки їх високому загальному культурному рівню, німці вдалися в 1917 до цього засобу, як до способу розвалу Росії, виводячи її з рядів ворогів, що борються з ними. Такою була на той момент їх найближче завдання. Існували, звичайно, у них при цьому й інші цілі, але вже більш віддалені: насамперед, захоплення території Росії, багатої на матеріальні та природні ресурси, для можливості продовження боротьби із Заходом» [  .
У 1921 - один із організаторів і член президії Російського національного комітету (антирадянської спрямованості), співредактор журналу "Боротьба за Росію" (1926-1931).
У 1921 р. рекомендаційні листи від видавця А.М. Уманського до Бурцева допомогли чекісту М.М.Олексієву, відправленому в Європу ІНО ГПУ, легалізуватися в Парижі  .
У 1933 спробував відновити випуск журналу «Былое», але через брак коштів не зміг цього зробити.
У 1930-х роках Бурцев друкував антифашистські статті і боровся з антисемітизмом. Зокрема, виступив на Бернському процесі  (Berner Prozess, 1934—1935) про підробленість «Протоколів сіонських мудреців». Свою книгу про «Протоколи» Бурцев випустив у 1938 році . 1939 року опублікував книгу «Більшовицькі гангстери в Парижі: викрадення генерала Міллера та генерала Кутепова».
Бурцевські дослідження творчості А. С. Пушкіна мають аматорський характер.
Після окупації гітлерівцями Парижа Бурцева викликали у гестапо . Зі спогадів дочки А. І. Купріна періоду німецької окупації Парижа: «… Бурцев … продовжував невтомно ходити по спорожнілому, заляканому місту, хвилювався, сперечався і доводив, що Росія переможе…»
В останні роки життя сильно потребував і помер у лікарні від зараження крові . Похований на російському цвинтарі Сент-Женев'єв-де-Буа під Парижем.

## Пам'ять про Бурцева
Життю Бурцева та викриттю «Протоколів сіонських мудреців» присвячено об'ємний роман Юрія Давидова «Бестселер», опублікований 1999 року.

## Твори
| | Дебагорій-Мокрієвич познайомив мене зі старим емігрантом, колишнім професором, відомим письменником, українофілом, Михайлом Петровичем Драгомановим. Останній ще сімдесятих роках був змушений російським урядом полишити Росію і стати емігрантом. Він багато писав за кордоном і російською, і українською мовами. За своїми переконаннями він був помірним, але витриманим лібералом типу "Вісника Європи". Закордоном, протягом багатьох років, він намагався не раз заснувати вільний російський орган, але це йому ніколи не вдавалося. З кінця 70-х років він почав різку полеміку з соціалістами-емігрантами: Лавровим, Плехановим та іншими - про соціалізм, анархізм, бунтарство, політичну боротьбу, терор і т.д. і з цих пір закордоном проти Драгоманова стала вестися нещадна боротьба. У той же час однодумці Драгоманова, ліберали, його зовсім залишили без підтримки і, як він сам казав, вони його зрадили. У 1881 р. Драгоманов, одночасно з П. Аксельродом, І. І. Добровольським та іншими емігрантами взяв участь у газеті "Вільне Слово", що почала виходити в Женеві з половини цього року... Для мене Драгоманов був великим громадським діячем і чудовим політичним письменником, і не тільки вченим, а й талановитим публіцистом. Він мав спільну довіру і мав великі зв'язки і серед російських та іноземних письменників і діячів. Щоправда, я знав, що були в нього і різного роду "але". Його вважали впертим українофілом, погляди якого не завжди прийнятні для росіян взагалі, часто навіть для таких людей, як редактор "Вісника Європи" Стасюлевич. Для інших він був неприйнятний, саме, як емігрант, - людина скомпрометована політично в очах уряду. А для багатьох він у той самий час був реакціонером та ворогом революційного руху. Але мені все-таки здавалося, що є багато й таких людей, для яких по відношенню до Драгомана ці "але" або не існують, або, принаймні, вони за них не запинатимуться, коли потрібно буде спільно працювати... Коли я сказав Драгоманову, що редактором того органу, який якщо не цілком, то значною мірою міг би відіграти потрібну роль, можливо, міг би бути він, то Драгоманов рішуче замахав руками і почав запевняти, - і Дебагорій-Мокрієвич з ним погоджувався, - що його ніхто не підтримуватиме, що він не знайде жодних коштів, що він не тільки не в змозі розпочати великого щоденного чи щотижневого органу, але навіть не в змозі видавати якийсь, хоча б щомісячний орган в один-два листи. Це для мене було абсурдом, але я не міг не погодитися з тим, що досі було саме так. Проте мені не хотілося помиритися з думкою, що так буде й надалі. Ще більше мене вразило, коли Драгоманов сказав мені, що якщо є можливість почати орган з такою програмою, про яку ми говорили, де захищалася б ідея національної боротьби з урядом спільними силами лівих і правих партій, — так це можна зробити тільки під моїм ім'ям , так як про мене, що тільки-но втік із Сибіру, ніхто не буде говорити, як про реакціонера і ворога революції... |
| — В.Л. Бурцев БОРОТЬБА ЗА ВІЛЬНУ РОСІЮ. МОЇ СПОГАДИ. БОРЬБА ЗА СВОБОДНУЮ РОССИЮ. МОИ ВОСПОМИНАНИЯ. http://az.lib.ru/b/burcew_w_l/text_1923_borba_za_rossiiyu.shtml,+http://az.lib.ru/b/burcew_w_l/text_1923_borba_za_rossiiyu.shtml | |

| | ІІ. Українські панславісти (1847-1861-1885) Програма українських панславістів 1846 р. На початку 1847 року в Києві було арештовано гурток, серед членів якого були професор Костомаров і український поет Шевченко. Гурток цей носив назву "Кирило-Мефодіївського братства". Ось як визначає програму цієї спілки в своїй автобіографії Микола Костомаров: - Братство мало метою розповсюдження ідей слов'янської взаємності та майбутньої федерації слов'янських народів на ґрунті повної свободи та автономії народностей... - В релігії (передбачалася) повна свобода, а також всі віросповідування мали користуватися рівними правами. Заборонялася всяка пропаганда як безкорисна за часів свободи, але передбачалося схиляти слов'ян-католиків до використання слов'янських мов у службі. - Відносно мови, яка б мала стати спільною (посередницькою) між слов'янами, не було вирішено остаточно, але передбачалася використовувати великоросійську мову як найбільш поширену. - Передбачалася обов'язкова освіта для народу. - Відміна кріпосного права та всяких превілеїв. - Відміна смертної кари та тілесних покарань. - Передбачалося, щоб в майбутньому слов'нські народи приєдналися до Росії та утворили з нею федерацію. - Росія мала б розбитися на частини або штати: Північний, Північно-Східний, Південно-Східний, два Волзьких (Верхній і Нижній), два Малоросійські, Середній, два Південних, два Сибірських, Кавказький, ... Білорусь, Польща, а також Чехія з Моравієй, Сербія, Болгарія, Галичина (поділена між Польщею та західно-Малоросійським штатом) і так далі. Такий поділ не приймався остаточним і міг бути змінненим за економічних або інших потреб. - Київ не мав належати жодному із штатів, а призначався центральним містом зібрання спільного Сейму. У Сеймі дві камери: в одній - виборні сенатори й міністри, в іншій - депутати. Спільний сейм мав би збиратися кожні 4 роки або частіше. В кожному штаті був би свій сейм, який би обирався щорічно, свій президент і сенат. Верховна влада надавалася б Президенту, якого б обирали раз на 4 роки та двом міністрам: внутрішніх справ і закордонних справ. - Для спільного захисту федерації від зовнішнього ворогу передбачалося б мати спільні реугілярні війська, але не в великій кількості, оскільки кожний штат мав би свою міліцію та всі вчилися б військовому мистецтву на випадок спільної мобілізації... |
| — Бурцев В.Л. За сто років (1800-1896). Збірка з історії політичних і громадських рухів у Російській імперії. За сто лет. 1800-1896. Сборник из истории политических и общественных движений в России http://e-heritage.ru/Book/10090663 | |

- Проклятие вам, большевики! Открытое письмо большевикам. — Стокгольм, 1918. — 12 с.
- В борьбе с большевиками и немцами. — Париж, 1919: Вып. 1. Статьи из газеты «Общее дело» (1917). 80 с; Вып. 2. Статьи из газет «Будущее» и «Общее дело» (1917). — 30 с.
- Борьба за свободную Россию: Из воспоминаний (1882—1924). Т. I. — Берлин: Гамаюн, 1924. — 381 с.
- [ldn-knigi.lib.ru/R/Burz_Jubl.zip Юбилей предателей и убийц (1917—1927).] — Париж, 1927. — 39 с.
- В защиту правды. Перестанут ли клеветать? Дело генерала П. П. Дьяконова. Дело полковника А. Н. Попова и полковника И. А. де Роберти. Заговор молчания. — Париж: Общее дело, 1931. — 32 с.
- Боритесь с ГПУ! — Париж: Общее дело, 1932. — 47 с.
- Браудо, Александр Исаевич (1846—1924): Очерки и воспоминания. — Париж: Кружок русско-еврейской интеллигенции в Париже, 1937. — 151 с. — (один из авторов).
- «Протоколы Сионских мудрецов» — доказанный подлог. Архівна копія на сайті Wayback Machine. — Париж, 1938 (Переиздано в сборнике — М.: Слово, 1991).
- Преступления и наказание большевиков. По поводу 20-летнего юбилея предателей и убийц. — Париж: Дом книги, 1938. — 80 с.
- Как Пушкин хотел издать «Евгения Онегина» и как издал. — Париж, 1934.
- Восьмая, девятая и десятая главы романа «Евгений Онегин». — Париж, 1937.
- Бурцев В.Л. В погоне за провокаторами. — М. : Современник, 1990. — 271 с. — ISBN 5-88550-036-3.
- Историко-революционный альманах издательства «Шиповник»
- Долой царя Лондон [1901] .- 56, 56 с
- Правда ли, что террор делают, но о терроре не говорят? : (Из 2 № «Народовольца», [1897])
- К вопросу — что делать? : (Из 1 № «Народовольца»)
- Процесс 16 террористов (1880 г.)
- Бурцев за сто лет
- Последние дни Крыма. Впечатления, факты и документы
- Царь и внешняя политика: виновники русско-японской войны
- B помощь изучающим курс «История культуры Башкортостана»
- Изучайте Пушкина
- Большевицкие гангстеры в Париже: похищение генерала Миллера и генерала Кутепова. — Париж, 1939. — 103 с.
- О войне
- Убийство политических ссыльных в Якутске 22 марта
- Александр Дмитріевич Михайлов
- Календарь русской революции